# San Bartolomé de Corneja
San Bartolomé de Corneja település Spanyolországban, Ávila tartományban. San Bartolomé de Corneja Malpartida de Corneja, Piedrahíta, Hoyorredondo és Santa María del Berrocal községekkel határos. Lakosainak száma 35 fő (2024).

## Népesség
A település népessége az utóbbi években az alábbiak szerint változott:
| Lakosok száma | 105  | 79   | 64   | 66   | 64   | 59   | 48   | 46   | 40   | 35   |
|               | 2001 | 2004 | 2006 | 2009 | 2011 | 2014 | 2016 | 2019 | 2021 | 2024 |